# Cincuenta y uno
El cincuenta y uno (51) es el número natural que sigue al cincuenta y precede al cincuenta y dos.

## Propiedades matemáticas
- Es un número compuesto, que tiene los siguientes factores propios: 1, 3 y 17. La suma de sus divisores 1, 3,17, 51 = 72.[1]
- Es un número pentagonal y un número pentagonal centrado (uno de los pocos que es ambas cosas a la vez).
- Es un número 18-gonal.
- Es un número de Perrin.
- Número de Motzkin.

- Es un número de Størmer.
- Un número semiprimo.
- Número de la suerte.
- Hay 51 puntos periódicos reales diferentes de orden 10 en el conjunto de Mandelbrot.
- Dado que 51 es el producto de los distintos primos de Fermat 3 y 17, un polígono regular con 51 lados es construible con regla y compás.

## Ciencia
- 51 es el número atómico del antimonio.
- Objeto de Messier M51  es una clásica galaxia espiral localizada en la constelación Canes Venatici.
- Objeto del Nuevo Catálogo General NGC 51 es una galaxia lenticular localizada en la constelación de Andrómeda